# Ямное (Воронежская область)
Ямное — село в Рамонском районе Воронежской области. Административный центр Яменского сельского поселения.

## География
Находится в 9 километрах на северо-запад от Воронежа. На юге от села располагается деревня Новоподклетное, на востоке — посёлок Солнечный.
К востоку от села проходит трасса M4, на северо-востоке располагается Воронежский аэропорт. На западе от Ямного протекает река Дон. Непосредственно к селу примыкают озёра Глубокое и Кужное (бывшая старица Дона).

## История
Возникновение села Ямное связано с городом Воронежем. Воронеж как крепость построен в 1585—1586 годах для защиты южных окраин Русского государства от набегов кочевников. Население города в основном было военным. По мере того как город рос, все большее количество служилых людей получало землю на некотором удалении от него. 
В дозорной книге 1615 года отмечено: «Да, на Воронеже на атаманских и на казацких, на придаточных землях деревни, в тех деревнях дворы атаманские, казацкие поставлены на приезд, а за ними же живут бобыли, пашут их же землю».
В 1984 году в посёлке снимался фильм «Зудов, вы уволены!». В съемках участвовали жители посёлка.
Посёлок развивается стремительными темпами. В нём строится много жилья, построена и сдана в эксплуатацию современная общеобразовательная школа на 1100 учащихся, функционирует большой ледовый дворец, спортивно-оздоровительный комплекс, продолжается строительство детских садов, улучшается инфраструктура.

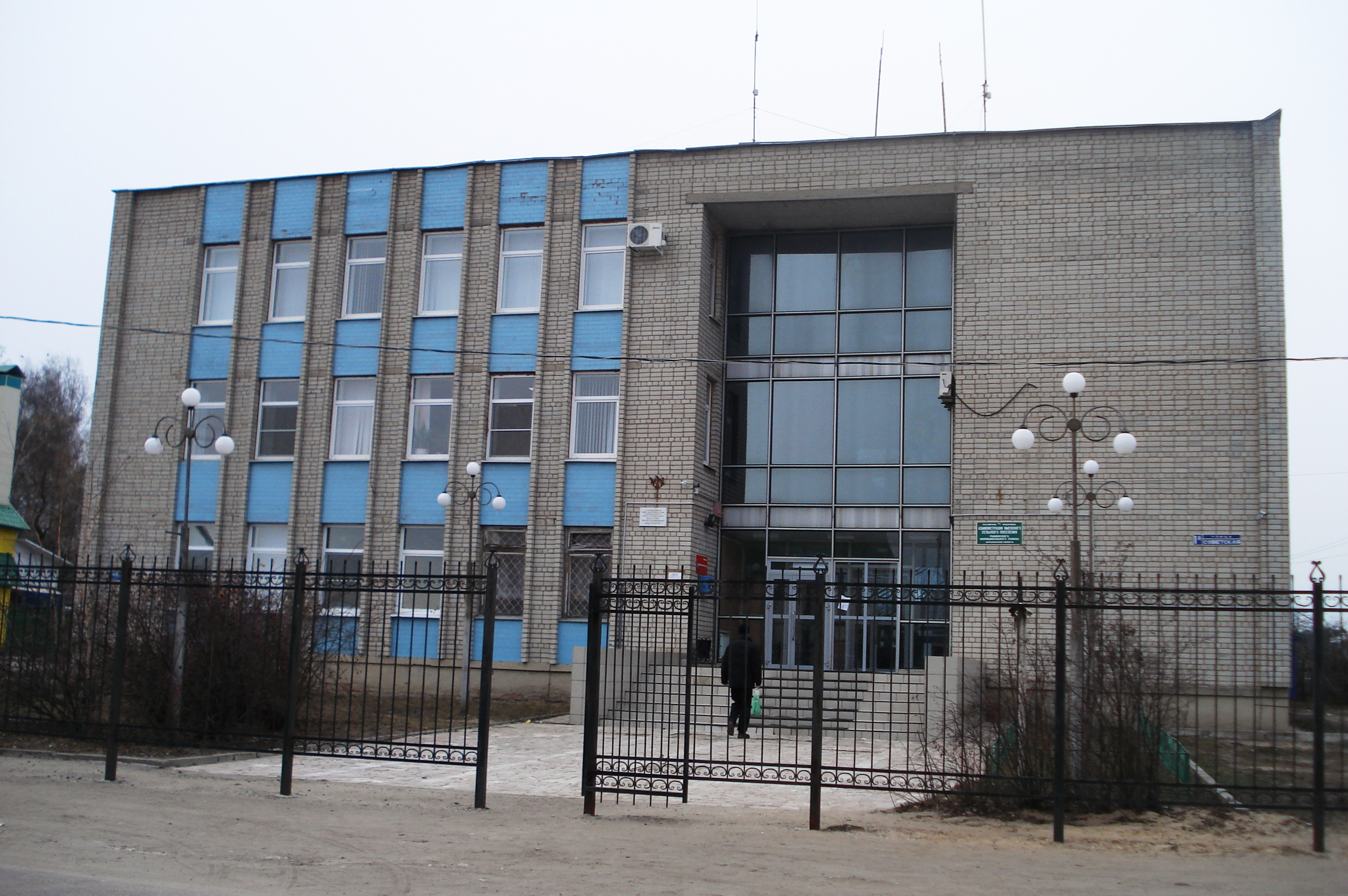
Бывшее здание администрации села (ныне офисное здание)

Основной причиной развития поселка является то, что застройка Воронежа приблизилась почти вплотную к Ямному. В настоящее время район села Ямное стал центром застройки коттеджных посёлков.
В 2010 году в Ямном была построена и освящена церковь Параскевы Пятницы.

## Население
| 1859 | 1897 | 2010  | 2021  |
| ---- | ---- | ----- | ----- |
| 572  | ↗900 | ↗2309 | ↗6062 |

## Транспорт
Через Ямное проходят такие маршруты, как:
- 145 — «Воронеж−Медовка»,
- 145а — «Памятник Славы−Медовка» (сезонный маршрут, ходит только летом),
- 327 — «Воронеж−Гнездилово» (сезонный маршрут),
- 111а — «Воронеж−Рамонь»,
- 366а — «Воронеж (ВГУ) — Новоподклетное»,
- 366в — «Воронеж (ВГУ) — Ямное — Новоживотинное».